# 3285 Ruth Wolfe
3285 Ruth Wolfe (1983 VW1) là một tiểu hành tinh vành đai chính được phát hiện ngày 5 tháng 11 năm 1983 bởi E. Shoemaker và C. Shoemaker ở Palomar.